# Reserva Natural de Tidbinbilla

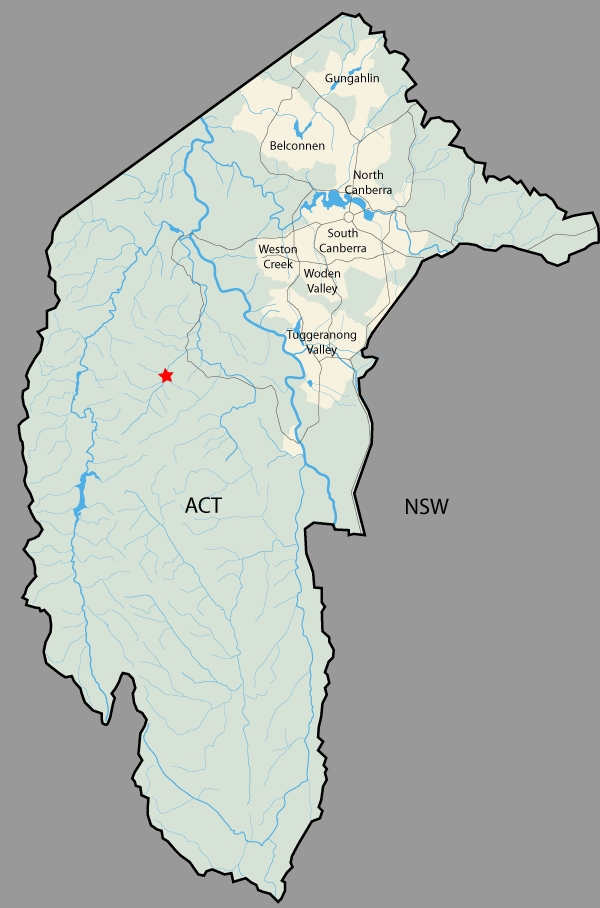
Mapa com a localização da reserva.

A Reserva Natural de Tidbinbilla está localizada proxima a capital australiana Camberra. A reserva cobre uma área de aproximadamente 54,50 km².